# Sidi Ali El Korati
Sidi Ali El Korati (franska: Sidi Ali El Korati (CR), Sidi Ali El Korati (Commune Rurale), arabiska: سيدي عيسى الركراكي) är en kommun i Marocko.   Den ligger i provinsen Essaouira och regionen Marrakech-Safi, i den norra delen av landet, 300 km sydväst om huvudstaden Rabat. Antalet invånare är 6 623.